# Гей-альянс Україна
Гей-альянс Україна (англ. Gay Aliance Ukraine) — всеукраїнська ЛГБТ-організація, повна назва Всеукраїнська громадська організація «Гей-альянс Україна» (англ. All-Ukrainian public organization «Gay Aliance Ukraine»), скорочена назва ГАУ (англ. GAU).
Місія організації — керуючись власним досвідом та експертними знаннями, ґрунтуючись на принципах гуманізму, лібералізму, демократизму, єдності цілей і рівності можливостей, створювати умови для досягнення рівних прав та можливостей для представників ЛГБТ-спільноти на законодавчому рівні та у всіх можливих сферах їх життєдіяльності. Організація діє на засадах законності, гуманності, спільності інтересів і рівності прав її учасників, гласності, добровільності та самоврядування.
Цілями організації є: покращення якості життя представників і представниць ЛГБТ-спільноти через розвиток навичок збереження та підтримки здоров'я та зниження рівня внутрішньої гомофобії та само-стигматизації; підвищення видимості ЛГБТ-питань в медіа та обізнаності цільових аудиторій щодо питань сексуальної орієнтації та гендерної рівності (СОГІ) для протидії стигматизації та дискримінації за ознаками СОГІ; покращення ситуації дотримання прав людини для ЛГБТ на законодавчому та виконавчому рівні; інституційний розвиток організації для розширення роботи в регіоні СЄЦА.

## Історія та діяльність
Всеукраїнська громадська організація «Гей-альянс Україна» була заснована у 2009 році. Головний офіс організації знаходиться в м. Києві.
Організація має 18 регіональних представництв у Львівській, Київській, Закарпатській, Івано-франківській, Чернівецькій, Хмельницькій, Черкаській, Донецькій, Харківській, Запорізькій, Сумській, Дніпропетровській, Луганській, Вінницькій, Житомирській, Херсонській, Тернопільській та Одеській областях.
З початку існування організація працювала переважно у сфері мобілізації ЛГБТ-спільноти України заради боротьби з епідемією ВІЛ/СНІДу. З часом ГАУ стала працювати в декількох напрямках — адвокація рівних прав для ЛГБТ-спільноти в Україні, інформування, мобілізація ЛГБТ-спільноти в Україні, профілактика ВІЛ/СНІДу серед уразливих груп населення.
У 2009—2014 рр. «Гей-альянс Україна» за фінансової підтримки МБФ «Міжнародний Альянс з ВІЛ/СНІД в Україні» та ВБО «Всеукраїнська Мережа ЛЖВ» виконувала ряд мобілізаційних проєктів в найбільших містах України: Львів, Ужгород, Івано-Франківськ, Чернівці, Хмельницький, Донецьк, Кривий Ріг, Луганськ, Вінниця, Тернопіль, Кропивницький, тощо. Проводить проєкт з комплексної профілактики ВІЛ/ІПСШ серед чоловіків, що практикують секс з чоловіками в місті Біла Церква.
З 2013 року ГАУ впроваджував проєкти «Комплексний підхід до поліпшення ситуації з правами ЛГБТ в Україні» та «Сприяння реалізації основних прав і свобод людини та протидія гомофобії за допомогою підвищення обізнаності громадськості».
2013 року стартував перший в Україні проєкт по тестуванню на ВІЛ/ІПСШ в гей-клубах Києва при підтримці AIDS Helthcare Foundation.
У тому ж році ГАУ почала випускати газету для ЛГБТ-спільноти «Stonewall» (пер. з англ. «Кам'яна стіна»), яка розповсюджується безкоштовно серед ЛГБТ-організацій України, в гей-клубах тощо, накладом в 14000 екземплярів; започаткувала інформаційний вебсайт www.upogau.org, який висвітлює поточні новини, аналітику та анонси на теми ЛГБТ-руху, прав людини, демократії та є одним з провідних ресурсів цієї тематики на пострадянському просторі.
З 2014 року започаткувала в Житомирі, Києві, Одесі, Кривому Розі, Вінниці та Харкові громадські центри для ЛГБТ, так звані Квір-Хоум (англ. Queer Home) заради створення безпечного простору для неформального спілкування та об'єднання за інтересами представників ЛГБТ спільноти в Україні.
У чотирьох регіонах України — Житомирі, Кривому Розі, Одесі та Львові — ГАУ провела інформаційну кампанію серед загального населення з поширення ідей толерантності, концепції прав людини на базі вебсайту www.tolerance.in.ua
У 2015 році «Гей-альянс Україна» спільно з посольством Федеративної Республіки Німеччини організовувала «Соціальний гендерний театр». Це унікальний для України проєкт, спрямований на підвищення обізнаності населення в ґендерних питаннях, встановлення гендерної рівності всередині локальних груп і протидію дискримінації за гендерною ознакою.
Спільно з організацією AIDS Fondet у 2017 році ГАУ організовує школу тренерів та тренерок з трансґендерної проблематики та проблематики ВІЛ.
У 2017 році стартував проєкт «Smart Advocacy», який покликаний створити систему ефективного громадянського реагування на злочини, що здійснюються на ґрунті ненависті за ознаками СОГІ.
ГАУ випускає навчальні посібники, методичні та інформаційні матеріали з питань ЛГБТ, прав людини, демократії, поширення ідей толерантності.
Організація була адміністративно-фінансовим ядром під час проведення Міжнародного Форуму-Фестивалю ЛГБТ «КиївПрайд».

## Членство в спілках та міжнародних організаціях
У 2010 році ГАУ стала співзасновницею Всеукраїнської спілки «Рада ЛГБТ-організацій», президент організації Тарас Карасійчук є співголовою спілки.
З 2011 року організація доєдналася до міжнародних спілок ЛГБТ-організацій — ILGA-Europe та IGLYO. З 2012 року Гей-альянс Україна є членом Всеукраїнської спілки «Коаліція з протидії дискримінації».
ГАУ тісно співпрацює з ЛГБТ- та правозахисними організаціями України, Росії, країн СНД та Європи.